# Physostegia ledinghamii
Physostegia ledinghamii là một loài thực vật có hoa trong họ Hoa môi. Loài này được (B.Boivin) P.D.Cantino miêu tả khoa học đầu tiên năm 1981.